# Charlie McCann
Charlie Liam McCann (* 24. April 2002 in Coventry) ist ein nordirischer Fußballspieler, der bei den Forest Green Rovers unter Vertrag steht.

## Karriere

### Verein
Der im englischen Coventry geborene McCann, begann seine Karriere in seiner Geburtsstadt bei Coventry City. Im Januar 2018 wechselte er in die Jugendakademie von Manchester United. Für die U23-Mannschaft der „Red Devils“ spielte er in der Saison 2020/21 dreimal in der Football League Trophy und schoss ein Tor gegen Salford City. Daneben konnte er im Ligaspielbetrieb in 18 Partien vier Tore erzielen. Im Juli 2021 wechselte McCann nach einer Ablösezahlung zu den Glasgow Rangers nach Schottland, wo er einen Dreijahresvertrag unterzeichnete. McCann spielte in der folge für das B-Team der „Rangers“, das in der Lowland Football League antrat. Am 12. Februar 2022 gab er sein Profidebüt für die erste Mannschaft in einem schottischen Pokalspiel bei Annan Athletic als Einwechselspieler in der 70. Minute für Amad Diallo. Einen Monat später, am 13. März, folgte ein weiterer Einsatz im Pokal gegen den Erstligisten FC Dundee. McCann gab sein Ligadebüt in der Scottish Premiership für die Rangers, indem er Borna Barišić bei einem 2:0-Sieg gegen Dundee United am 8. Mai 2022 als Einwechselspieler ersetzte. Eine Woche später, am letzten Spieltag der Saison 2021/22 wurde er gegen Heart of Midlothian erneut von Trainer Giovanni van Bronckhorst eingewechselt.
Im Januar 2023 wechselte er zurück nach England und unterschrieb einen Vertrag bei den Forest Green Rovers aus der EFL League One.

### Nationalmannschaft
Obwohl McCann in England geboren wurde, war er berechtigt auch für die beiden irischen Fußballnationalmannschaften zu spielen. Im Juli 2017 spielte er einmal für die englische U16-Nationalmannschaft gegen Schottland. Ohne weiteren Einsatz für England wechselte McCann den Verband. Im Jahr 2019 spielte er in der Irischen U17- und U18-Nationalmannschaft. Im März 2022 wechselte McCann erneut den Verband und debütierte für die U21 von Nordirland gegen die Slowakei.